# Мосейково (Тверская область)
Мосейково — деревня в Лесном муниципальном округе Тверской области. 

## География
Деревня расположена на берегу речки Полонуха в 10 км на север от центра муниципального округа села Лесное. 

## История
В 1640 году на погосте Кондратово (на другом берегу Полонухи) была построена деревянная Покровская церковь. 
В конце XIX — начале XX века деревня вместе погостом Кондратово входила в состав Михайловской волости Весьегонского уезда Тверской губернии. 
С 1929 года деревня Мосейково входила в состав Михайловского сельсовета Лесного района Бежецкого округа Московской области, с 1935 года — в составе Калининской области, с 2005 года — в составе Бохтовского сельского поселения, с 2019 года — в составе Лесного муниципального округа. 

## Население
| 1859 | 1889 | 2002 | 2008 | 2010 |
| ---- | ---- | ---- | ---- | ---- |
| 137  | ↗187 | ↘30  | ↗33  | ↘29  |